# Brian Jackson (basket-ball, 1980)
Pour les articles homonymes, voir Brian Jackson et Jackson.
Brian Jackson, né le 4 octobre 1980, à Knappa, dans l'Oregon, est un joueur américain de basket-ball. Il évolue au poste d'ailier fort. 